# Katrina and the Waves
Katrina and the Waves — британсько-американський рок-гурт, найвідоміший за хітом 1985 року «Walking on Sunshine», а також перемогою на пісенному конкурсі Євробачення 1997 з піснею «Love Shine a Light».

## Історія
Гурт був створена в Кембриджі у 1981 році гітаристом «Soft Boys» Кімберлі Рью під назвою «The Ways». До складу колективу також увійшли ударник Алекс Купер і два американці — гітаристка Катріна Лесканіч і бас-гітарист Вінс Де Ла Круз. Незабаром у ролі вокаліста гурту Рью змінила Лесканіч, і її ім'я стало складовою назви.
У 1983 році музиканти підписали контракт з канадською студією звукозапису «Attic», а в 1983 — з американською фірмою «Capitol». Випущений нею альбом «Katrina & The Waves» мав успіх як в США, так і в Європі, а записана на ньому композиція «Walking On Sunshine» стала хітом, посівши восьме місце в британських і дев'яте — в американських чартах. Як наслідок, гурт був висунутий на премію «Греммі» в номінації «Кращий новий артист». Згодом вони підписали контракт з фірмою «SBK Records», але особливих успіхів в США музиканти більше не домоглися.
Після повернення до Великої Британії в 1997 році гурт переміг на конкурсі Євробачення з піснею «Love Shine A Light», яка потім посіла третє місце в британському, а також друге — в австрійському і норвезькому хіт-парадах. Успіх пісні допоміг музикантам укласти контракт з компанією «Warner» і випустити новий альбом «Walk On Water». Однак у 1999 рік у колектив розпався, і його учасники продовжили самостійні виступи.

## Учасники
- Катріна Лесканич — вокал, ритм-гітара
- Kimberley Rew — свинцева гітара
- Вінс де ла Крус — бас-гітара
- Алекс Купер — барабани

## Дискографія

### Студійні альбоми
| Shock Horror (as The Waves)                                                  | - Рік випуску: 1982 - Лейбл: Aftermath    | —  | —  | —  | —  | —  | —  | —  | —  | —  | —   |                 |
| Walking on Sunshine                                                          | - Рік випуску: 1983 - Лейбл: Attic        | —  | —  | —  | —  | —  | —  | —  | —  | —  | —   |                 |
| Katrina and the Waves 2                                                      | - Рік випуску: 1984 - Лейбл: Attic        | —  | —  | —  | —  | —  | —  | —  | —  | —  | —   |                 |
| Katrina and the Waves                                                        | - Рік випуску: 1985 - Лейбл: Capitol      | 28 | —  | 18 | —  | 46 | —  | 38 | —  | 6  | 25  | - CAN: Platinum |
| Waves                                                                        | - Рік випуску: 1986 - Лейбл: Capitol      | 70 | —  | 35 | 17 | —  | —  | —  | 12 | 3  | 49  | - CAN: Gold     |
| Break of Hearts                                                              | - Рік випуску: 1989 - Лейбл: SBK          | —  | —  | 63 | —  | —  | —  | —  | —  | 6  | 122 |                 |
| Pet the Tiger                                                                | - Рік випуску: 1991 - Лейбл: Virgin       | —  | —  | —  | —  | —  | —  | —  | —  | 48 | —   |                 |
| Edge of the Land                                                             | - Рік випуску: 1993 - Лейбл: Polydor      | —  | —  | —  | —  | —  | —  | —  | —  | —  | —   |                 |
| Turnaround                                                                   | - Рік випуску: 1994 - Лейбл: Polydor      | —  | —  | —  | —  | —  | —  | —  | —  | —  | —   |                 |
| Walk on Water                                                                | - Рік випуску: 1997 - Лейбл: Warner Music | —  | 47 | —  | —  | —  | 38 | —  | —  | —  | —   |                 |
| «—» denotes items that did not chart or were not released in that territory. |                                           |    |    |    |    |    |    |    |    |    |     |                 |

### Компіляційні альбоми
- The Best Of (1991)
- Roses (1995) (Canadian release only — compiles tracks from Edge of the Land and Turnaround)
- Anthology (1995)
- Katrina and the Waves / Waves (1996)
- Walking on Sunshine — The Greatest Hits of Katrina and the Waves (1997)
- The Original Recordings 1983—1984 (2003)

### Сингли
| Рік                                                                          | Назва                              | Позиція в хіт-парадах | Позиція в хіт-парадах | Позиція в хіт-парадах | Позиція в хіт-парадах | Позиція в хіт-парадах | Позиція в хіт-парадах | Позиція в хіт-парадах | Позиція в хіт-парадах | Позиція в хіт-парадах | Позиція в хіт-парадах | Позиція в хіт-парадах | Сертифікація             | Альбом                                     |
| Рік                                                                          | Назва                              | UK                    | AUT                   | CAN                   | FIN                   | GER                   | IRE                   | NED                   | NZ                    | NOR                   | SWE                   | US                    | Сертифікація             | Альбом                                     |
| ---------------------------------------------------------------------------- | ---------------------------------- | --------------------- | --------------------- | --------------------- | --------------------- | --------------------- | --------------------- | --------------------- | --------------------- | --------------------- | --------------------- | --------------------- | ------------------------ | ------------------------------------------ |
| 1982                                                                         | «Nightmare» (as The Waves)         | —                     | —                     | —                     | —                     | —                     | —                     | —                     | —                     | —                     | —                     | —                     |                          | Non-album single                           |
| 1982                                                                         | «Brown Eyed Son» (as The Waves)    | —                     | —                     | —                     | —                     | —                     | —                     | —                     | —                     | —                     | —                     | —                     |                          | Shock Horror (as The Waves)                |
| 1984                                                                         | «Que Te Quiero»                    | 84                    | —                     | —                     | —                     | —                     | —                     | —                     | —                     | —                     | —                     | —                     |                          | Walking on Sunshine                        |
| 1984                                                                         | «Plastic Man»                      | —                     | —                     | —                     | —                     | —                     | —                     | —                     | —                     | —                     | —                     | —                     |                          | Non-album single                           |
| 1985                                                                         | «Walking on Sunshine»              | 8                     | —                     | 3                     | 25                    | 28                    | 2                     | —                     | 20                    | —                     | 12                    | 9                     | - UK: Silver - CAN: Gold | Walking on Sunshine                        |
| 1985                                                                         | «Red Wine and Whiskey»             | —                     | —                     | —                     | —                     | 41                    | —                     | —                     | —                     | —                     | —                     | —                     |                          | Katrina and the Waves 2                    |
| 1985                                                                         | «Do You Want Crying?»              | 96                    | —                     | 29                    | —                     | —                     | —                     | —                     | —                     | —                     | —                     | 37                    |                          | Katrina and the Waves 2                    |
| 1985                                                                         | «Que Te Quiero» (re-release)       | —                     | —                     | —                     | —                     | —                     | —                     | —                     | —                     | —                     | —                     | 71                    |                          | Walking on Sunshine                        |
| 1986                                                                         | «Is That It?»                      | 82                    | —                     | 25                    | —                     | —                     | —                     | —                     | —                     | —                     | —                     | 70                    |                          | Waves                                      |
| 1986                                                                         | «Sun Street»                       | 22                    | —                     | —                     | —                     | —                     | 19                    | 46                    | —                     | —                     | —                     | —                     |                          | Waves                                      |
| 1986                                                                         | «Lovely Lindsey»                   | —                     | —                     | —                     | —                     | —                     | —                     | —                     | —                     | —                     | —                     | —                     |                          | Waves                                      |
| 1989                                                                         | «That's the Way»                   | 84                    | —                     | 16                    | —                     | —                     | —                     | —                     | 50                    | —                     | —                     | 16                    |                          | Break of Hearts                            |
| 1989                                                                         | «Rock 'n Roll Girl»                | 93                    | —                     | —                     | —                     | —                     | —                     | —                     | —                     | —                     | —                     | —                     |                          | Break of Hearts                            |
| 1991                                                                         | «Pet the Tiger»                    | —                     | —                     | —                     | —                     | —                     | —                     | —                     | —                     | —                     | —                     | —                     |                          | Pet the Tiger                              |
| 1991                                                                         | «Tears of a Woman»                 | —                     | —                     | —                     | —                     | —                     | —                     | —                     | —                     | —                     | —                     | —                     |                          | Pet the Tiger                              |
| 1993                                                                         | «Edge of the Land»                 | —                     | —                     | —                     | —                     | —                     | —                     | —                     | —                     | —                     | —                     | —                     |                          | Edge of the Land                           |
| 1993                                                                         | «Honey Lamb»                       | —                     | —                     | —                     | —                     | 59                    | —                     | —                     | —                     | —                     | —                     | —                     |                          | Edge of the Land                           |
| 1995                                                                         | «Turn Around»                      | —                     | —                     | —                     | —                     | —                     | —                     | —                     | —                     | —                     | —                     | —                     |                          | Turnaround                                 |
| 1995                                                                         | «Walking Where the Roses Grow»     | —                     | —                     | —                     | —                     | —                     | —                     | —                     | —                     | —                     | —                     | —                     |                          | Turnaround                                 |
| 1995                                                                         | «The Street Where You Live»        | —                     | —                     | —                     | —                     | —                     | —                     | —                     | —                     | —                     | —                     | —                     |                          | Turnaround                                 |
| 1996                                                                         | «Walking on Sunshine» (re-release) | 53                    | —                     | —                     | —                     | —                     | —                     | —                     | —                     | —                     | —                     | —                     |                          | Walking On Sunshine — The Greatest Hits Of |
| 1997                                                                         | «Love Shine a Light»               | 3                     | 2                     | —                     | —                     | 62                    | 5                     | 6                     | —                     | 2                     | 5                     | —                     |                          | Walk on Water                              |
| 1997                                                                         | «Brown Eyed Son» (re-release)      | —                     | —                     | —                     | —                     | —                     | —                     | —                     | —                     | —                     | —                     | —                     |                          | Non-album single                           |
| 1997                                                                         | «Walk on Water»                    | —                     | —                     | —                     | —                     | —                     | —                     | 94                    | —                     | —                     | —                     | —                     |                          | Walk on Water                              |
| «—» denotes items that did not chart or were not released in that territory. |                                    |                       |                       |                       |                       |                       |                       |                       |                       |                       |                       |                       |                          |                                            |